# Laminazione prodotta da correnti unidirezionali
Le correnti unidirezionali tendono a generare quella che prende il nome di stratificazione incrociata. Questo tipo di stratificazione è caratterizzata da set di lamine o di strati inclinati rispetto alle superfici di strato principali e le correnti che la generano hanno una direzione circa perpendicolare alla giacitura degli strati.
La stratificazione incrociata si può formare in due casi:
- per migrazione e sovrapposizione di ripples o dune
- per erosione e successivo riempimento di canali

Essa inoltre può essere classificata a seconda della sua geometria in:
- stratificazione incrociata planare: caratterizzata da superfici di discontinuità planari
- stratificazione incrociata concava: caratterizzata da superfici di discontinuità curvilinee

Esistono anche altri tipi particolari di stratificazione incrociata:
- la stratificazione incrociata longitudinale (Epsilon)
- la stratificazione incrociata da riempimento di canale

## Laminazione incrociata longitudinale
In questo caso la stratificazione è generata da correnti parallele alla giacitura degli strati.
Essa si ritrova frequentemente in ambiente fluviale, in particolar modo in corrispondenza dei meandri del fiume, ma si ritrova anche in ambiente intertidale dove si possono formare piccoli canali.

## Stratificazione incrociata da riempimento di canale
Questo tipo di stratificazione si ha in presenza di processi di riempimento e migrazione di canali alternati nel tempo che producono sequenze verticali caratterizzate da stratificazione incrociata a grande scala. La classica geometria di questa stratificazione prende il nome di festonatura, infatti essa appare in affioramento come una serie di festoni sovrapposti.

## Stratificazione incrociata prodotta da correnti bidirezionali
Le correnti bidirezionali sono caratteristiche di ambienti tidali. Nel caso in cui le due correnti abbiano la stessa intensità si formeranno dei set di foreset ad immersione opposta.
In natura difficilmente si hanno correnti di uguale intensità, infatti una corrente risulta dominante. In questo caso si ha la sovrapposizione di ripples (generati dalla corrente subordinata) su dune (generate dalla corrente dominante).